# 気ままにアフタヌーン
『気ままにアフタヌーン』（きままにアフタヌーン）は、1997年4月7日から2002年3月28日まで茨城放送で放送されていたワイド番組。

## 概要
それまで放送されていた『午後はおまかせ!気ままにラジオ』をリニューアルした平日午後のワイド番組。なお、正式なタイトルは『○○（パーソナリティー名）の気ままにアフタヌーン』となっている。
当初は14時台から約3時間の番組でスタートしたが、1999年に報道番組『ニュース2000』立ち上げに伴い2時間に短縮。その後、2000年に『ラジオはGOMOKUごはん』終了に伴って開始時間を13時に繰り上げ、再び約3時間の放送となった。

## 放送時間
- 1997年4月 - 9月　平日14:15 - 16:55
- 1997年10月 - 1999年3月　平日14:10 - 16:55
- 1999年4月 - 2000年3月　平日14:10 - 15:55

※平日16時から『ニュース2000』開始に伴う措置
- 2000年4月 - 2001年3月　平日13:00 - 15:50

※『ラジオはGOMOKUごはん』終了に伴う措置。また、『GOMOKUごはん』内で13時台に放送されていたコーナーも一部本番組に移行された。
- 2001年4月 - 2002年3月　月曜 - 木曜13:00 - 15:50

※金曜は『たかとりじゅんのタッチ&ゴー〜空飛ぶ金曜日〜』の放送のため、週4日（月曜から木曜）の放送に縮小。

## 出演者
- 1997年、1998年度　松井裕子（月曜 - 水曜）[3]、古瀬俊介（木曜、金曜）
- 1999年度　松井裕子（月曜 - 木曜）、鈴木克枝（金曜）
- 2000年度　鹿原徳夫（月曜 - 水曜）、松井裕子（木曜、金曜）
- 2001年度　松井裕子（全曜日担当）

※松井が夏休みを取っている期間は立川晶、高木圭二郎がパーソナリティ代行を担当した。

## コーナー
- テレマートラジオショッピング
- カスミミュージックストーリー
- 農産物畜産物市況
- こんにちはスウィングです
- 水戸ホーリーホック情報 - 1999年3月まで。1999年4月以降は『ニュース2000』の月曜日の『トゥディ』のコーナーに移行

### 『ラジオはGOMOKUごはん』から移行したコーナー
- トヨタミュージックドライブ
- つくば1458
- 桂扇生のゴマをすりま～す - 栃木放送と共同制作。火曜日のみ
- ふれあいの町　日立 - 日立市広報番組
- ガイドタイム
- 切手のない贈り物

## 備考
- 高校野球茨城大会期間は放送開始が16時からとなった。